# Margareta Neld
Ellen Gunvor Margareta Neld, född Gustafsson den 19 mars 1953 i Värnamo församling, är en svensk managementkonsult och företagare. 
Hon har gjort sig känd som opinionsbildare i frågor som rör jämställdhet och etik i styrelsearbete. 2009 publicerade Neld en bok i ämnet.

## Utbildning
Margareta Neld var utbytesstudent (AFS) vid Fort Morgan High School i Colorado 1971–1972. Parallellt med gymnasiestudierna utbildade hon sig till kantor och tog kantorsexamen i Lund 1972. Året därpå gick hon ut från samhällsvetenskaplig linje vid Finnvedens gymnasium i Värnamo.
Neld studerade engelska, tyska och företagsekonomi vid Göteborgs universitet och blev 1977 fil. kand. 1978 tog hon ämneslärarexamen vid samma universitet. År 2000 genomförde Neld ett "Executive Program in Strategy and Organization" vid Stanford Graduate School of Business i Palo Alto, Kalifornien.
Margareta Neld är certifierad i axiologi och ackrediterad lärare i StyrelseAkademien.

## Karriär
1978–1979 var Margareta Neld adjunkt vid Ekdalaskolan i Härryda och därefter kanslichef vid Riksföreningen Sverigekontakt i Göteborg. Åren 1980–1985 var Neld adjunkt vid Porthälla gymnasium i Partille och avslutade därefter sin pedagogiska bana fram till 1986 som education specialist vid SWIFT i Bryssel.
Åren 1987–1991 var Neld projektledare och biträdande personalchef vid Mölnlycke AB i Göteborg. Efter flytt till Stockholm blev hon personalchef vid Becton-Dickinson Nordic och 1993 konsult vid Svenskt PA forum AB, Stockholm där hon gick in som delägare.
1995 utnämndes Margareta Neld till VD för PDI (Personnel Decisions International) Scandinavia AB i Stockholm där hon byggde upp och utvecklade verksamheten i sex år. År 2002 startade Neld egen verksamhet i Neld International Consulting AB, Stockholm, där hon alltjämt är VD. 2002 startade Neld Women in Progress som hon drev fram till 2016.
År 2009 inspirerade Neld näringsminister Maud Olofsson att starta Styrelsekraft som drevs fram till 2014 i Almi Företagspartners regi och därefter som ett alumninätverk. Neld var projektledare. Neld har blivit nominerad till Årets Affärsnätverkare.
Neld var ordförande i AFS Sverige åren 2016-2019. Hon är partner i Asynjor Invest som hon var med och grundade 2015.

## Familj
Neld är gift och har en vuxen dotter. Hon är bosatt i Djursholm.